# Anchorage
Pour la ville de l'État du Kentucky, voir Anchorage (Kentucky).
Anchorage (/ˈæŋ.kə.ɹɪd͡ʒ/ ; en dena'ina : Dgheyay Kaq'), officiellement municipalité d'Anchorage, est une ville et un borough située dans le Sud de l’État de l'Alaska, aux États-Unis. En 2023, sa population était estimée à 286 075 habitants et à 398 328 habitants pour l'aire métropolitaine en 2020, ce qui en fait la ville la plus peuplée d'Alaska, abritant plus de la moitié de la population de l'État.  Avec une superficie de 4 420 km2, la ville est la quatrième plus étendue des États-Unis.
Son développement est dû en grande partie à l'exploitation du pétrole.

## Étymologie
Le nom complet d'origine est Knik Anchorage qui signifie en anglais « mouillage de Knik » (Knik était l'ancien village inuit qui se trouvait là et dont le nom signifie « feu »).
En 1914, lors de sa création, Anchorage n'est qu'un port, un mouillage pour la construction du chemin de fer de l'Alaska Railroad.

## Histoire

### Présence russe sur le territoire
Les Russes se sont établis dans le sud de l'Alaska au début du XIXe siècle. En 1867, le secrétaire d'État américain William Henry Seward négocie l'achat de l'Alaska car la Russie impériale avait une dette de 7,2 millions de dollars (soit moins de deux cents par acre ou encore 4,20 dollars par kilomètre carré). L'opération fut critiquée par les politiques et nommée « la folie de Seward », « la glacière de Seward » ou encore « Walrussia ». En 1888, de l'or est découvert le long du Turnagain Arm, au fond du golfe de Cook. En 1912, l'Alaska intègre les États-Unis en tant que territoire.
En 1914, le président Woodrow Wilson autorise la construction du chemin de fer de l'Alaska Railroad et l'établissement de la chambre de commerce et d'industrie. Un village de tentes s'établit alors à Ship Creek Landing près de l'embouchure de la rivière Ship Creek et du site de la future gare, puisque ce port, alors modeste, est choisi comme base de départ et siège de la ligne de chemin de fer. Très vite, la population atteint 2 000 habitants. À partir du 9 juillet 1915, les premières maisons de ville sont vendues. Anchorage connaît d'abord plusieurs noms différents mais l'U.S. Post Office décide d'officialiser le nom actuel. Au début, la ville est placée sous l'administration du gouvernement fédéral, mais les citoyens locaux font pression sur ce dernier pour transférer le pouvoir à une municipalité qui est finalement instituée le 23 novembre 1920.
Durant la Première Guerre mondiale, la population et l'industrie d'Anchorage ont périclité. Cependant, la fin des travaux de construction de l'Alaska Railroad en 1923 redonne un nouvel élan à l'expansion économique de la ville durant les années 1920.

### Entre-deux guerres et croissance: 1930-1964
Entre 1930 et 1950, le transport aérien devient de plus en plus important. En 1930, l'aéroport change de nom et devient Merril Field. Au cours des années 1930, l'aéroport est devenu l'un des plus fréquentés des États-Unis. Le 10 décembre 1951, l'aéroport international d'Anchorage ouvre et effectue un trafic aérien transpolaire entre l'Europe et l'Asie.

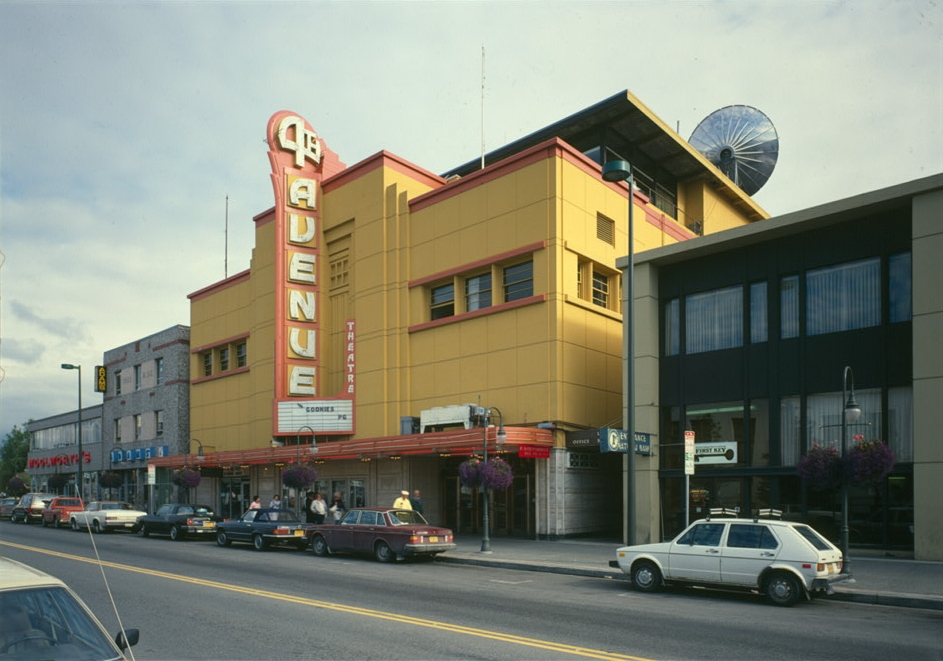
Le en construit en 1947.

À partir des années 1940, la présence militaire américaine en Alaska est renforcée. Les Américains construisent les bases de Fort Richardson et Elmendorf Air Force Base. Beaucoup d'investissements militaires se produisent durant la Seconde Guerre mondiale, en raison de l'invasion japonaise, et se poursuivent plus tard en 1950, à cause de la Guerre froide.
Durant les années 1940 et 1950, Anchorage se développe et commence à devenir une ville. Elle passe de 3 000 habitants en 1940 à 47 000 en 1951. La criminalité et le coût de la vie ont également augmenté pendant cette période. En 1949, le premier feu de circulation est installé dans la Fourth Avenue. En 1951, l'autoroute de Seward est ouverte à la circulation. La KTVA, première station de télévision de la ville, commence à émettre dès 1953. En 1954, l'Alyeska Resort est ouverte.
Le 3 janvier 1959, l'Alaska devient le 49e État des États-Unis. Quelque temps après, Anchorage doit faire face à une crise immobilière, qui sera stoppée par l'expansion de l'agglomération d'Anchorage. En janvier 1964, Anchorage devient une ville et un borough.
Anchorage a tenté, en vain, d'accueillir les Jeux olympiques d'hiver en 1992 et pour la dernière fois en 1994.

### Tremblement de terre de 1964

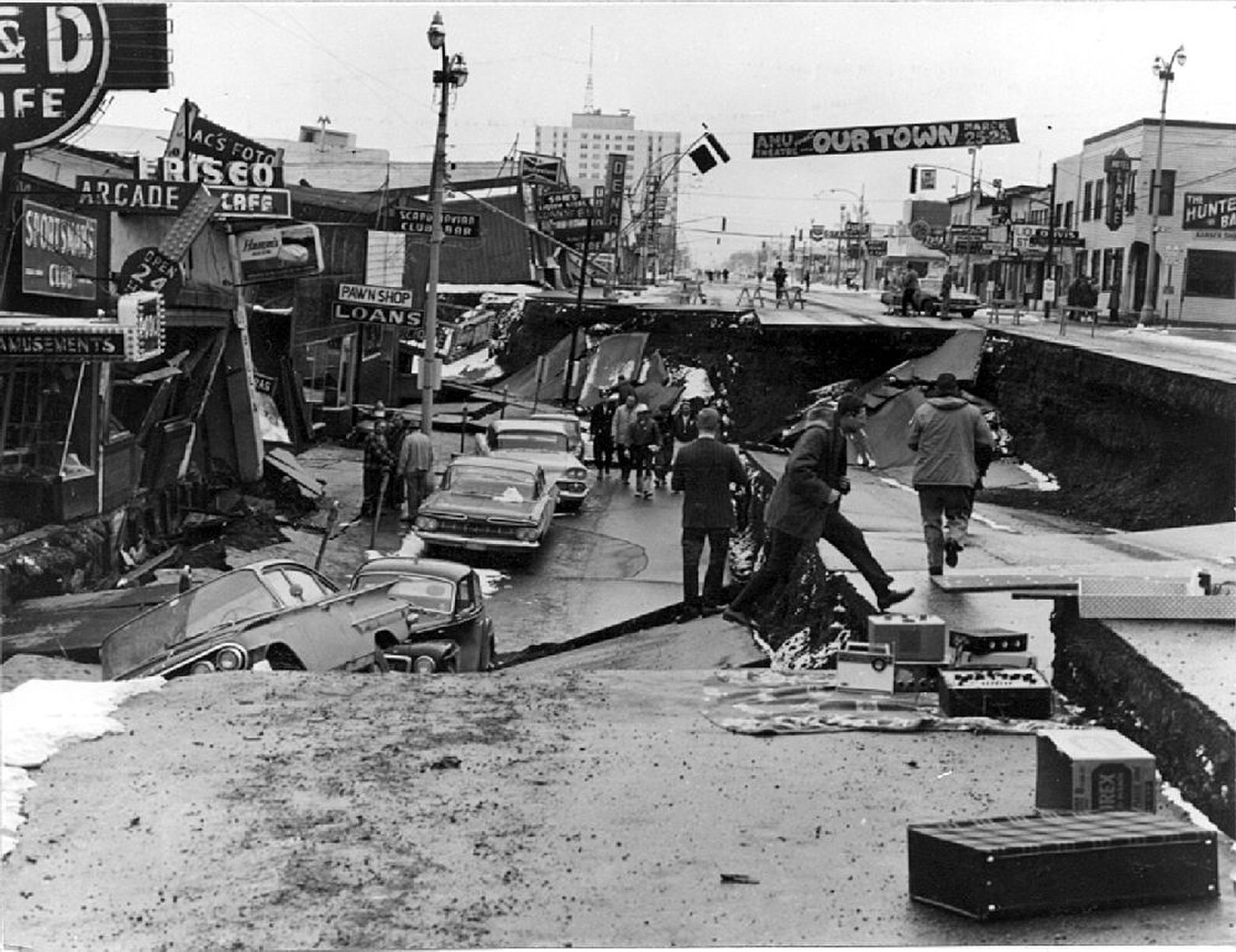
Le tremblement de terre de 1964.

La ville connaît un tremblement de terre de magnitude 9,2 le 27 mars 1964, le plus important d'Amérique du Nord. Le séisme n'a duré que quelques minutes mais a détruit beaucoup d'immeubles de la ville. Depuis, la hauteur des bâtiments est limitée à 21 étages. Il y a eu d'importants glissements de terrain, et des tsunamis ont ravagé les fjords alentour. Cette catastrophe, appelée Good Friday Earthquake car elle s'est produite un Vendredi saint, a coûté la vie à 115 personnes. Les dommages ont représenté 300 millions de dollars US et la reconstruction a été le principal objectif des années 1960,. Il s'agit du deuxième tremblement de terre le plus important de l'histoire après le séisme du Chili.

### Reconstruction et découverte du pétrole: 1965-1999

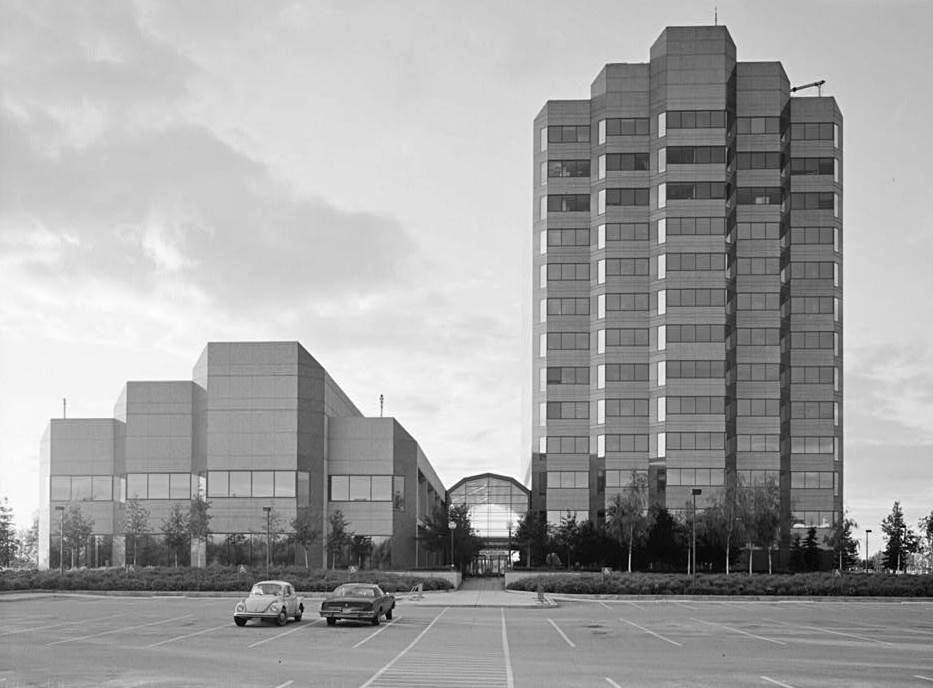
Siège de BP en Alaska à Anchorage depuis les années 1980.

En 1968, du pétrole est découvert à Prudhoe Bay sur la côte nord de l'Alaska, un baril a été vendu des millions de dollars en 1969 pour l'État. En 1974 débute la construction de l'oléoduc trans-Alaska et s'achève en 1977 pour un coût total de 8 milliards de dollars US. La découverte du pétrole et la construction de l'oléoduc donnent un nouvel aspect à la région et Anchorage devient le siège de compagnies pétrolières. L'aéroport international d'Anchorage Ted-Stevens connaît un essor économique et Anchorage devient un carrefour aérien dans le monde du fait de sa situation géographique. Il est aujourd'hui le quatrième aéroport mondial pour le fret, qui s'élevait en 2003 à 2,07 millions de tonnes.
En 1975, la ville et le borough s'unifient. Dans cette unification, elle inclut Eagle River, Eklutna, Girdwood, Glen Alps et plusieurs autres communautés. La nouvelle zone porte le nom de Municipalité d'Anchorage. En 1980, la population d'Anchorage passe à 184 775 habitants.
Au début des années 1980, Anchorage connaît une période de croissance grâce à l'afflux de la production pétrolière. Des projets d'embellissement de la ville, combinés avec une planification communautaire, permettent la construction d'infrastructures et l'augmentation de la qualité de vie. Ces projets ont permis la construction d'une nouvelle bibliothèque, d'un civic center, d'une salle de sports, d'une salle de spectacle, d'une station de ski et du Kincaid Outdoor Center. Cependant, à la fin des années 1980, le prix du pétrole chute et entraîne Anchorage dans une période de récession.
Après une croissance fondée sur la seule manne pétrolière, l'Alaska a traversé dans les années 1990 une dépression économique. À Anchorage, tous les produits de consommation et les services étaient plus chers qu'à New York. La récession a entraîné une chute de la cote immobilière. Des appartements proposés à 40 % de leur prix ne trouvaient pas d'acheteur.
En 1996, Anchorage accueille les Jeux d'hiver d'Arctique à Chugiak et Eagle River et en 1999, l'Alaska Native Center ouvre.

### XXIesiècle
Le 8 juillet 2000, l'aéroport est renommé aéroport international d'Anchorage Ted-Stevens (en anglais : Ted Stevens Anchorage International Airport) en l'honneur du sénateur de l'Alaska le plus ancien, Ted Stevens. Bien que le développement de la ville doive maintenant se tourner vers l'urbanisation de tout l'espace de l'Anchorage bowl (surnom local pour la région d'Anchorage), il reste de nombreux espaces peu peuplés et de vastes zones dédiées aux parcs et espaces verts. 
La ville accueille la rencontre entre Donald Trump et Vladimir Poutine, le 15 août 2025.

## Géographie

### Situation

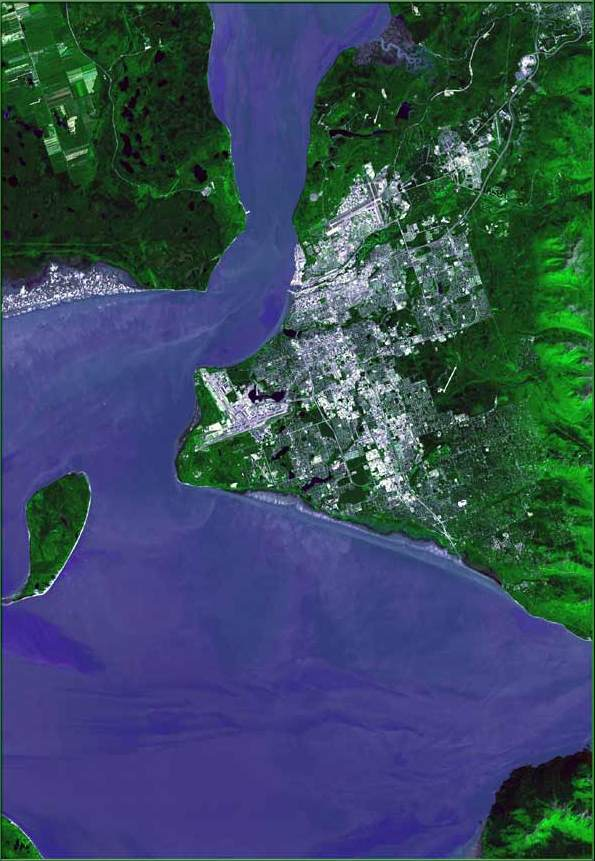
Vue satellite d'Anchorage.

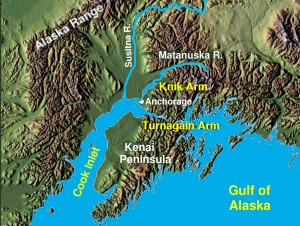
Anchorage, au fond du Cook Inlet.

Anchorage se trouve juste au nord de la péninsule Kenai, à l'extrémité ouest-nord-ouest des montagnes Chugach. La ville se situe au nord-ouest de la baie du Prince-William et à 214 km au sud-sud-est du mont McKinley. Elle borde le golfe de Cook, 
qui sépare les montagnes Chigmit   de la péninsule de Kenai. Au fond de ce golfe, la ville a été bâtie sur une péninsule triangulaire, bordée par deux bras de mer, le bras Turnagain et le bras de Knik et sur laquelle s'étendent les monts Chugach. Elle se trouve également à 61 degrés de latitude nord, soit sensiblement au même niveau que Stockholm, Oslo, Helsinki et Saint-Pétersbourg mais pas aussi au nord que Reykjavik ou Mourmansk.

### Topographie
Le littoral est constitué de vasières. Les touristes sont prévenus de ne pas marcher dans ces endroits à cause des fortes variations des marées et des glaciers de limon depuis que quelques imprudents ont marché sur la vase qui avait une apparence solide et ont été engloutis par les sables mouvants en 1961 et 1988.
Malgré l'espace limité de la péninsule sur laquelle est bâtie Anchorage, la ville a su conserver nombre d'espaces verts, ce qui la rend attrayante à ceux qui aiment la nature.
La vie culturelle y est également très active, notamment d'un point de vue musical. On y trouve un orchestre symphonique, une compagnie d'opéra aussi bien que de la musique traditionnelle irlandaise. Il existe deux musées principaux : l'Anchorage Museum of History and Art et l'Alaska Native Heritage Center.
l'altitude de la ville est comprise entre 0 m au niveau de la mer et 2 435 m au sommet du Baleful peak

### Environnement

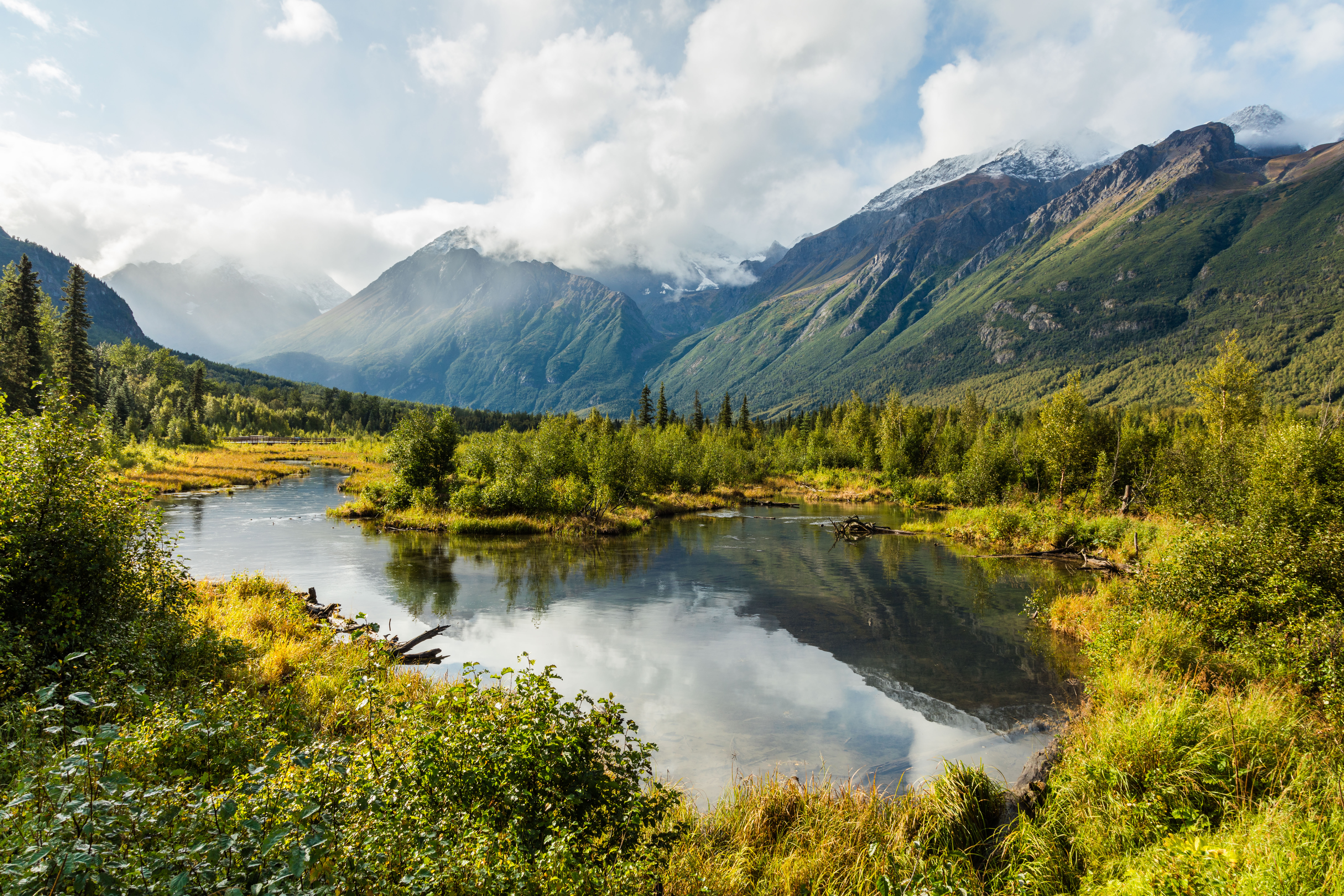
Le parc d'Eagle River (Rivière de l'aigle) dans la municipalité d'Anchorage. Septembre 2017.

#### Faune

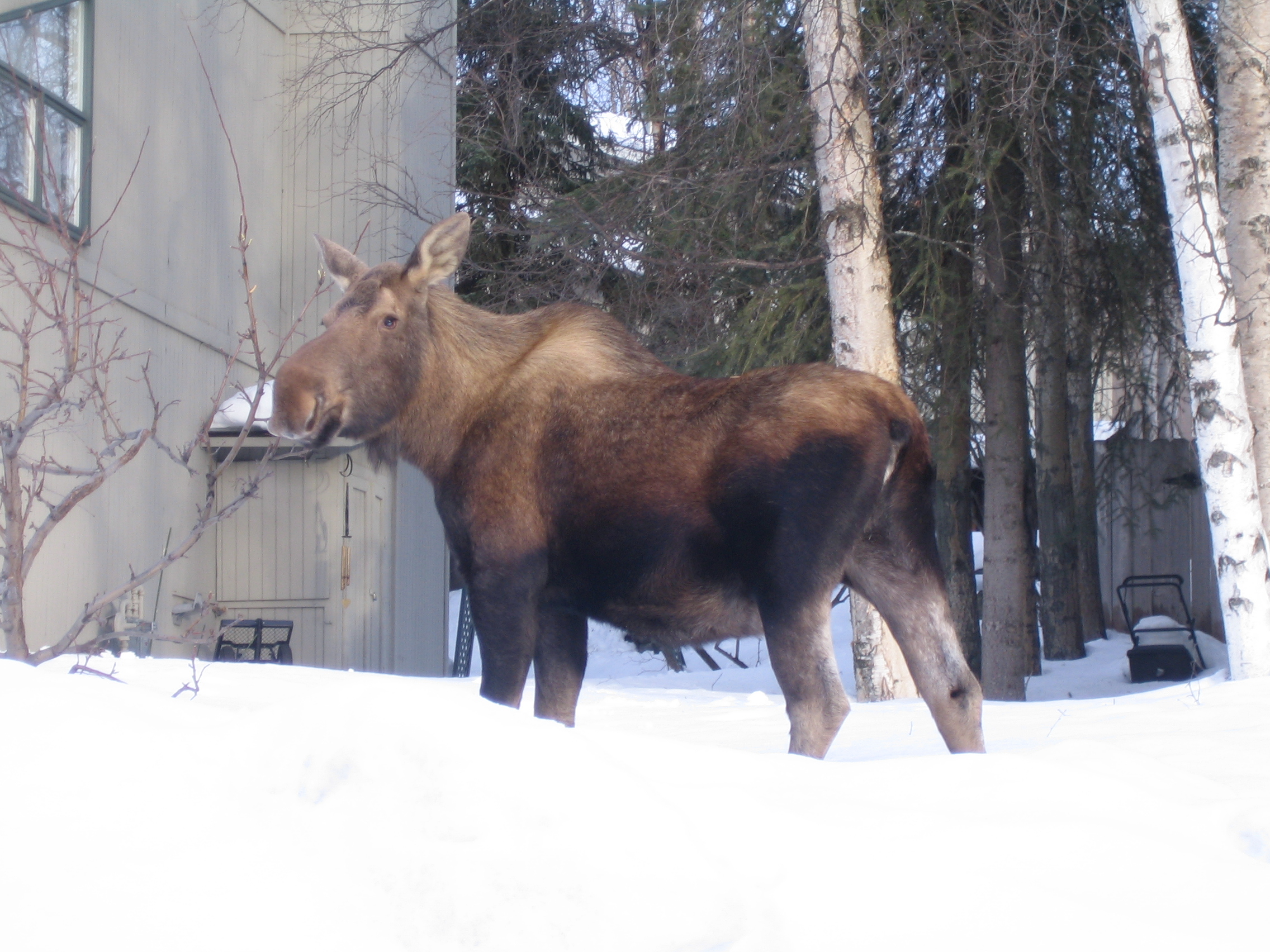
Un orignal dans une cour.

La ville d'Anchorage est un espace de vie sauvage ; l'urbanisation empiète de plus en plus sur la nature et cela force les animaux sauvages à vivre près des habitations. Ainsi, selon les experts, on recense environ 250 ours noirs et 60 grizzlis dans la zone urbaine et aux alentours. Il n'y est pas rare d'apercevoir des ours ou bien des orignaux, dont la population peut varier entre 250 et 1 000 individus selon la saison. Ils représentent un danger pour les conducteurs, environ 100 orignaux sont tués chaque année dans des accidents de la circulation. La population est bien préparée à ce genre de rencontre, on dénombre très peu d'accidents et de victimes côté humain, seulement deux personnes sont mortes piétinées par cet animal ces dernières années. L'Alaska Department of Fish and Game (en) tue quelques orignaux agressifs chaque année dans la ville. Le mouflon de Dall peut être fréquemment aperçu le long de la route entre Anchorage et Seward Girdwood. Enfin, il existe aussi une population de loups estimée à 30 individus. En 2007, plusieurs chiens ont été tués par des loups alors qu'ils se promenaient avec leur maître. Cette proximité n'est pas sans conséquences : il est déconseillé de laisser les ordures et encore moins de la nourriture près des habitations afin de ne pas attirer les ours. Il est assez fréquent de trouver des barrages de castor dans les ruisseaux ou de voir des renards à proximité des zones boisées au printemps. Le long de l'autoroute de Seward, en allant vers Kenai, il n'est pas rare d'apercevoir des baleines dans le Turnagain Arm.

### Climat

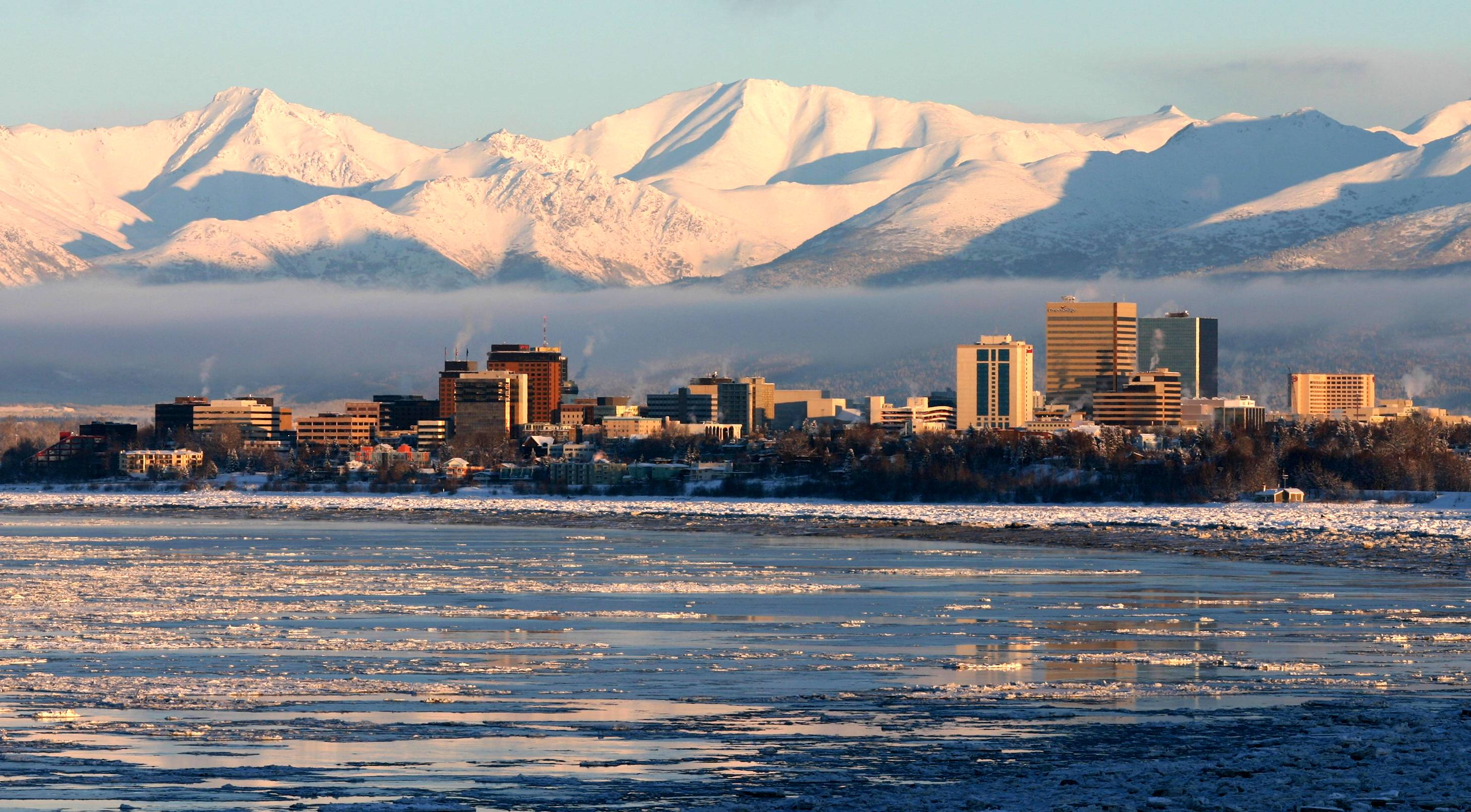
Centre-ville en hiver.

Anchorage subit un climat subarctique, 
semblable à un climat continental méditerranéen froid avec un été sec (Dsc selon la classification de Köppen), mais aussi de fortes influences maritimes qui donnent des températures modérées. Les températures moyennes en été varient de 13 à 26 °C. Les températures moyennes en hiver varient de −15 à 1,1 °C. Anchorage peut ne pas avoir de gelées pendant plus de 100 jours.
Les températures moyennes en janvier à l'aéroport d'Anchorage (PANC) sont de −13 à 6 °C avec une moyenne de neige de 1 800 mm. Les records de neige datent de l'hiver 1954-1955 avec 3 373 mm de neige. La température la plus basse a été enregistrée à Merrill Field le 3 février 1947 et était de −38,9 °C.
Les températures estivales sont assez clémentes (par rapport aux États-Unis contigus et à l'intérieur de l'Alaska), il peut pleuvoir fréquemment. Les températures moyennes en juillet vont de 11 à 19 °C. La température la plus élevée a été enregistrée le 4 juillet 2019 à 32,2 °C. La moyenne annuelle des précipitations est de 404 mm. La latitude d'Anchorage provoque des journées estivales très longues et des journées hivernales très courtes. Le ciel de la ville est souvent nuageux en hiver, ce qui baisse la luminosité solaire.
En raison de sa proximité avec des volcans actifs, les risques de cendres sont importants bien que très rares. La plus récente activité volcanique est centrée autour des multiples éruptions du Mont Redoubt au cours de mars-avril 2009, provoquant un nuage de cendres de 7 600 m et une accumulation de ces cendres dans la région du Cook Inlet. Auparavant, l'évènement le plus actif de ces dernières années était une éruption du mont Spurr en août 1992, localisé à 126 km à l'ouest de la ville. Cette éruption a déposé 3 mm de cendres sur la ville. Le nettoyage de ces cendres demanda beaucoup d'eau et eut beaucoup de problèmes avec les eaux usées de la ville.
Le mois de juin 2019 est le plus chaud et le plus sec qu'a jamais connu Anchorage.
Ci-dessous, le relevé météorologique de la ville d'Anchorage :
| Mois                                            | jan.     | fév.     | mars     | avril    | mai      | juin    | jui.    | août    | sep.    | oct.     | nov.     | déc.     | année    |
| ----------------------------------------------- | -------- | -------- | -------- | -------- | -------- | ------- | ------- | ------- | ------- | -------- | -------- | -------- | -------- |
| Température minimale moyenne (°C)               | −13,1    | −11,4    | −7,7     | −1,9     | 3,8      | 8,4     | 10,9    | 9,7     | 5,3     | −1,8     | −9,4     | −12,2    | −1,6     |
| Température moyenne (°C)                        | −9,5     | −7,4     | −3,5     | 2,1      | 8,1      | 12,4    | 14,7    | 13,5    | 9,1     | 1,4      | −6       | −8,7     | 2,1      |
| Température maximale moyenne (°C)               | −5,9     | −3,4     | 0,6      | 6        | 12,4     | 16,4    | 18,4    | 17,2    | 12,9    | 4,7      | −2,7     | −5,3     | 5,9      |
| Record de froid (°C) date du record             | −37 1975 | −39 1999 | −31 1971 | −26 1985 | −17 1964 | −2 1961 | 1 1964  | −1 1984 | −7 1992 | −21 1956 | −29 1956 | −38 1964 | −39 1999 |
| Record de chaleur (°C) date du record           | 13 1961  | 14 1991  | 13 1984  | 22 1976  | 28 1969  | 33 1969 | 32 2019 | 29 1978 | 23 1957 | 18 1993  | 17 1979  | 12 1999  | 33 1969  |
| Précipitations (mm)                             | 20,1     | 19,8     | 17,5     | 17       | 18,5     | 29      | 43,4    | 62      | 68,6    | 51,6     | 28,2     | 28,4     | 404      |
| Record de pluie en 24 h (mm) date du record     | 21 1961  | 29 1956  | 32 1986  | 20 1989  | 25 1980  | 41 1962 | 51 1956 | 70 1997 | 34 1982 | 43 1952  | 29 1964  | 35 1955  | 70 1997  |
| Record de neige en 24 h (cm) date du record     | 198 1987 | 330 1996 | 363 1976 | 203 1977 | 23 1985  | 0       | 0       | 0       | 76 1992 | 213 1982 | 234 1996 | 353 1998 | 363 1976 |
| Nombre de jours avec précipitations             | 8,1      | 7,2      | 6,8      | 5,5      | 7        | 8,2     | 11,3    | 13,8    | 14,5    | 12,3     | 9,3      | 11,1     | 115,1    |
| dont nombre de jours avec précipitations ≥ 5 mm | 0,1      | 0,1      | 0,1      | 0,1      | 0,1      | 0,4     | 0,7     | 1,4     | 1,4     | 1,1      | 0,3      | 0,2      | 6        |
| Humidité relative (%)                           | 59,5     | 73,5     | 68,5     | 61,5     | 58       | 58      | 64      | 70      | 72      | 71       | 72       | 75,5     | 74,5     |
| Nombre de jours avec neige                      | 7        | 5,9      | 5,8      | 3,4      | 0,2      | 0       | 0       | 0       | 0,2     | 4,3      | 7        | 8,8      | 42,6     |

## Démographie
| Groupe                           | Anchorage | Alaska | États-Unis |
| -------------------------------- | --------- | ------ | ---------- |
| Blancs                           | 66,0      | 66,7   | 72,4       |
| Autochtones d'Alaska             | 7,9       | 14,8   | 0,9        |
| Métis                            | 8,1       | 7,3    | 2,9        |
| Asiatiques                       | 8,1       | 5,4    | 4,8        |
| Afro-Américains                  | 5,6       | 3,3    | 12,6       |
| Autres                           | 2,4       | 1,6    | 6,2        |
| Océaniens                        | 2,0       | 1,1    | 0,2        |
| Hispaniques et Latino-Américains | 7,6       | 5,5    | 16,7       |
| Total                            | 100       | 100    | 100        |

En 2017, la population d'Anchorage était estimée à 294 356 habitants et 401 499 habitants pour l'aire métropolitaine. De loin la ville la plus peuplée de l'Alaska, elle regroupe 40 % de la population de l'État. C'est la deuxième ville aux États-Unis après New York à concentrer une telle proportion de la population de l'État dans lequel elle se situe.
Selon l’American Community Survey, pour la période 2011-2015, 82,30 % de la population âgée de plus de 5 ans déclare parler anglais à la maison, alors que 5,02 % déclare parler l'espagnol, 3,10 % le tagalog, 1,36 % une langue autochtone, 1,26 % une langue hmong, 1,09 % le coréen et 5,86 % une autre langue.

## Économie
L'économie s'est développée autour des activités publiques et militaires (il y a deux bases importantes à proximité), du pétrole et du tourisme en période estivale.
Grâce aux dividendes de l'Alaska Permanent Fund, un revenu de base tiré des recettes pétrolières, Anchorage est parfois considérée comme la grande ville américaine la plus attractive du point de vue fiscal,.

## Transports
Transport aérien
L'aéroport international d'Anchorage Ted-Stevens est le quatrième plus gros aéroport mondial quant au trafic marchand après ceux de Memphis, Hong Kong et Tokyo. Il est de plus un hub pour la compagnie aérienne Alaska Airlines.
Transport maritime
Le port d'Anchorage est le premier d'Alaska quant au volume puisque 95 % de toute marchandise (hors pétrole) transitant en provenance ou à destination de l'État passe par lui.
Transport ferroviaire
La ville reste la plaque tournante du chemin de fer d'Alaska avec l'Alaska Railroad.
Transport urbain
Anchorage est desservi par les 14 lignes d'autobus de la compagnie publique People Mover.

## Politique et administration
L'administration de la ville est de type gouvernement à gérance municipale. Le conseil comprend le maire et onze membres, élus au suffrage universel pour un mandat de trois ans. Un gérant municipal dirige l'ensemble des services.
| Période          | Période          | Identité              | Étiquette | Qualité           |
| ---------------- | ---------------- | --------------------- | --------- | ----------------- |
| 1er juillet 2000 | 1er juillet 2003 | George Wuerch         | R         |                   |
| 1er juillet 2003 | 3 janvier 2009   | Mark Begich           | D         |                   |
| 3 janvier 2009   | 1er juillet 2009 | Matt Claman           | D         | Maire par intérim |
| 1er juillet 2009 | 1er juillet 2015 | Dan Sullivan          | R         |                   |
| 1er juillet 2015 | 23 octobre 2020  | Ethan Berkowitz       | D         | Démissionnaire    |
| 23 octobre 2020  | 1er juillet 2021 | Austin Quinn-Davidson | -         | Maire par intérim |
| 1er juillet 2021 | 1er juillet 2024 | Dave Bronson          | R         |                   |
| 1er juillet 2024 | en cours         | Suzanne LaFrance      | -         |                   |

La ville a été nommée quatre fois All-America City (en), en 1956, 1965, 1984/1985 et 2002 par la National Civic League

## Enseignement
L'éducation publique à Anchorage, Eagle River, Fort Richardson et Elmendorf Air Force Base, est gérée par le district scolaire d'Anchorage, le quatre-vingt septième plus grand district des États-Unis, avec près de 50 000 élèves fréquentant 88 écoles. Il existe également un certain nombre d'écoles privées, religieuses ou pas.
Anchorage a quatre établissements d'enseignement supérieur d'études universitaires ou de diplômes de maîtrise : l'Université d'Anchorage, l'Alaska Pacific University, le Charter College, et le campus d'Anchorage, basé sur l'université Wayland Baptist du Texas. D'autres établissements de formation continue existent à Anchorage, incluant les Grainger Leadership Institute, neuf entreprises Star, CLE International, Nana Worksafe et DBA PackBear Barr & Co.
90 % des adultes d'Anchorage ont le diplôme de fin d'études secondaires (équivalent du BAC), 65 % ont suivi un cycle à trois ans d'études universitaires, et 17 % sont titulaires de diplômes supérieurs.

## Sport

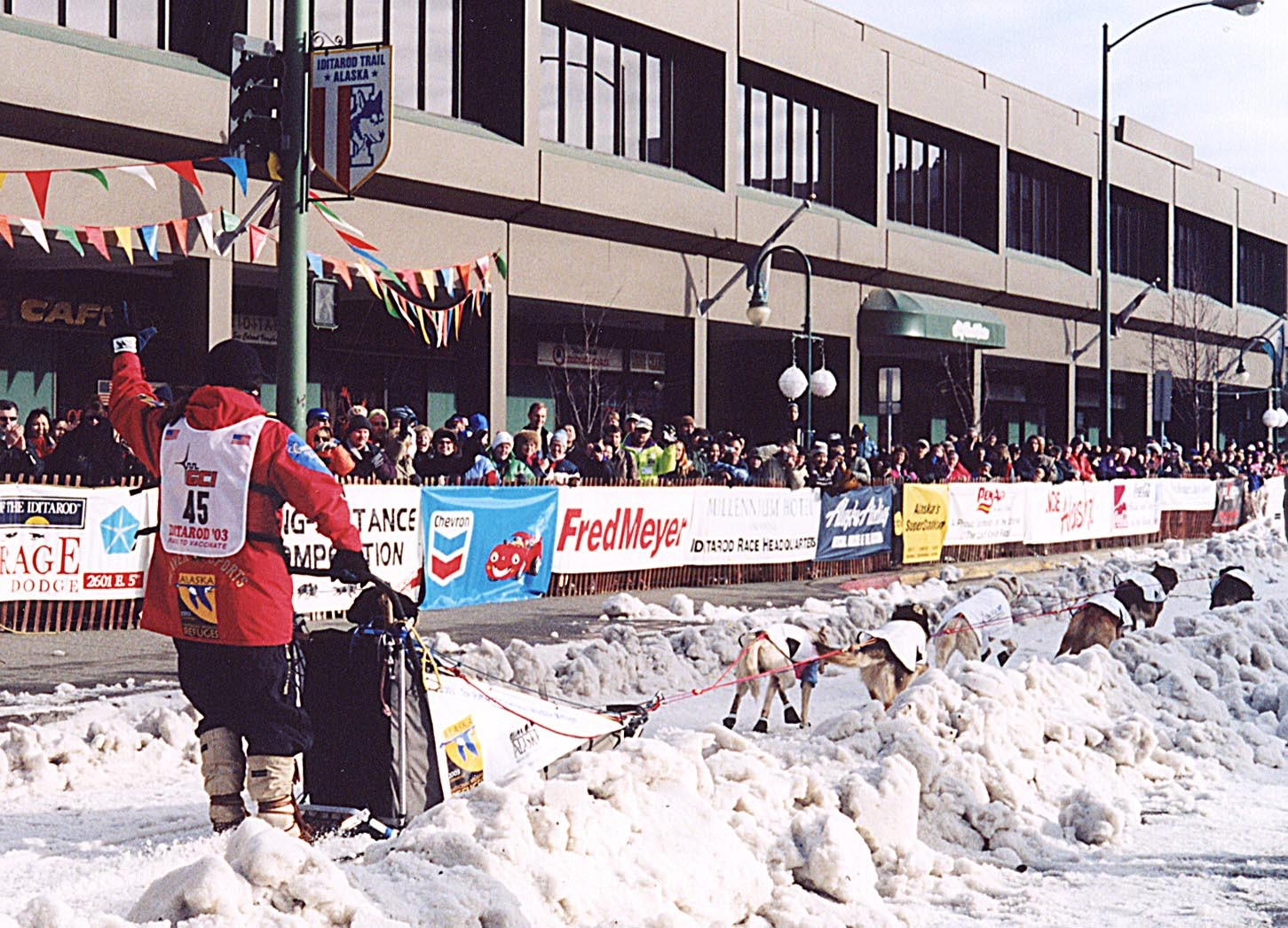
Départ de l'Iditarod 2003 dans le centre-ville d'Anchorage.

- Northern Knights d'Anchorage : équipe de ligue mineure de basket-ball entre 1977 et 1982.
- Les Aces de l'Alaska : une équipe de hockey sur glace qui a joué dans la WCHL entre 1990 et 2003, et la ECHL de 2003 à 2017.
- L'Iditarod Trail Sled Dog Race : course de chiens de traîneau qui relie tous les ans Anchorage à Nome, proche du Détroit de Béring.

## Cultes
- Archidiocèse d'Anchorage-Juneau
- Cathédrale de la Sainte-Famille d'Anchorage
- Temple mormon d'Anchorage

## Jumelages
Listes des jumelages:
| Ville | Ville   | Pays | Pays         |
| ----- | ------- | ---- | ------------ |
|       | Chitose |      | Japon        |
|       | Darwin  |      | Australie    |
|       | Harbin  |      | Chine        |
|       | Incheon |      | Corée du Sud |
|       | Magadan |      | Russie       |
|       | Tromsø  |      | Norvège      |
|       | Whitby  |      | Royaume-Uni  |

## Galerie photographique

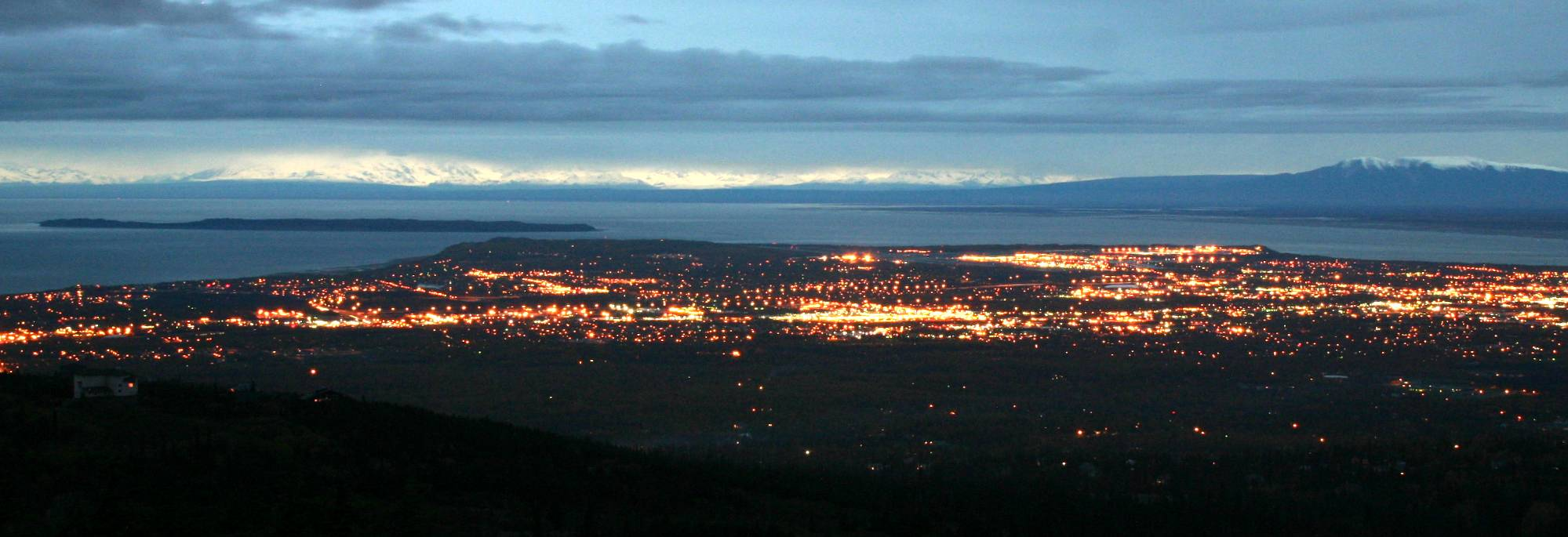
Vue sur la zone métropolitaine d'Anchorage depuis les monts Chugach.
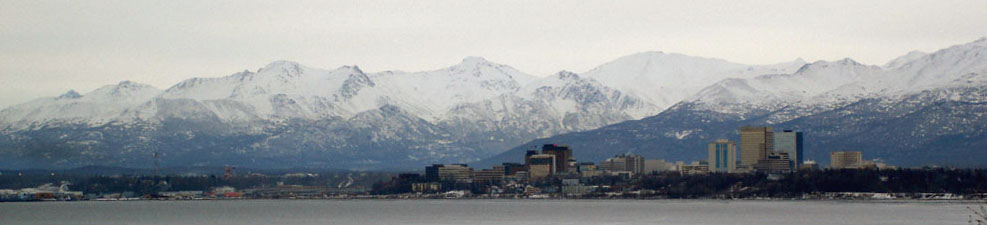
Anchorage, Alaska.
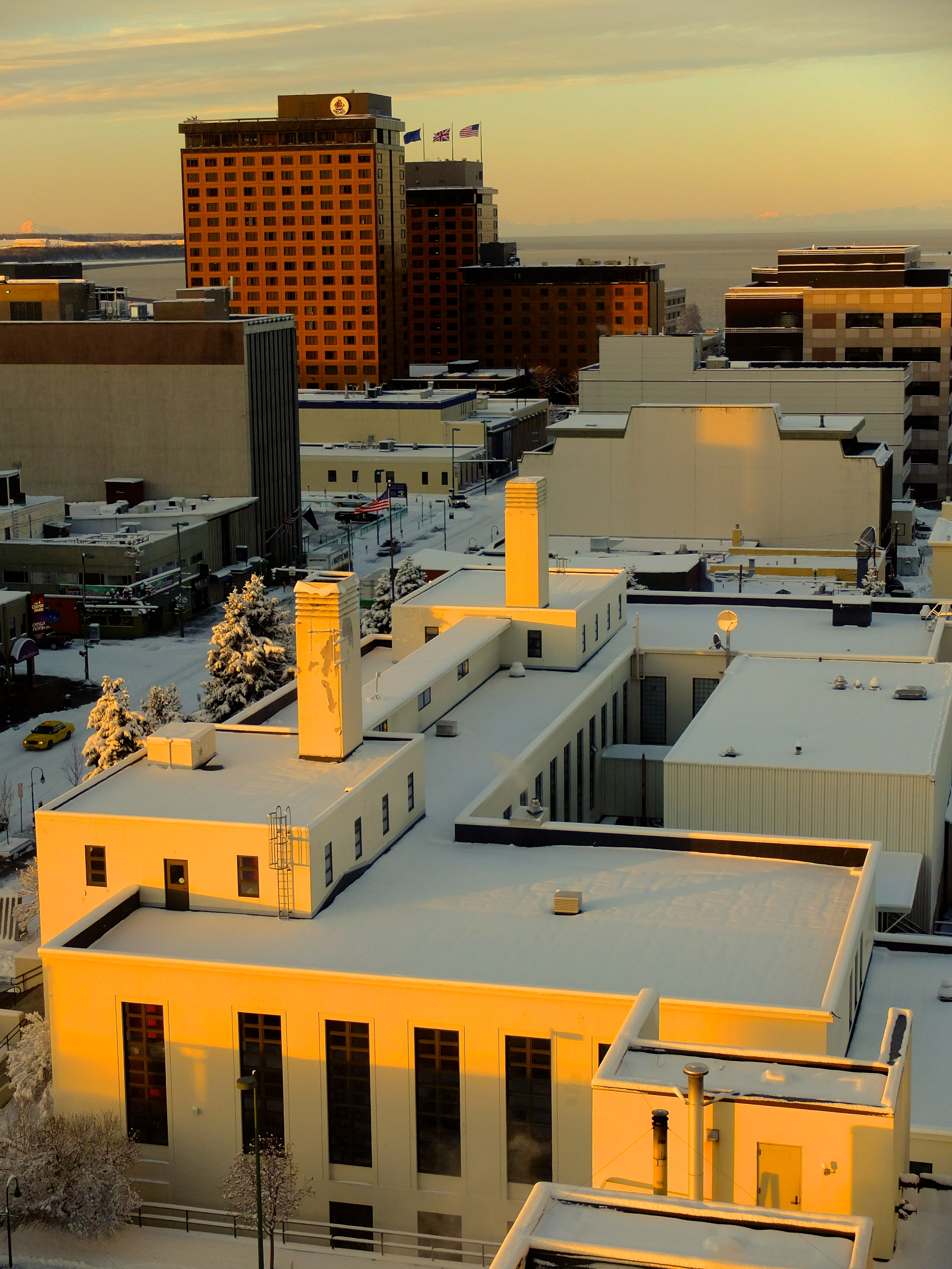
Lever de soleil sur l'Hotel Captain Cook.
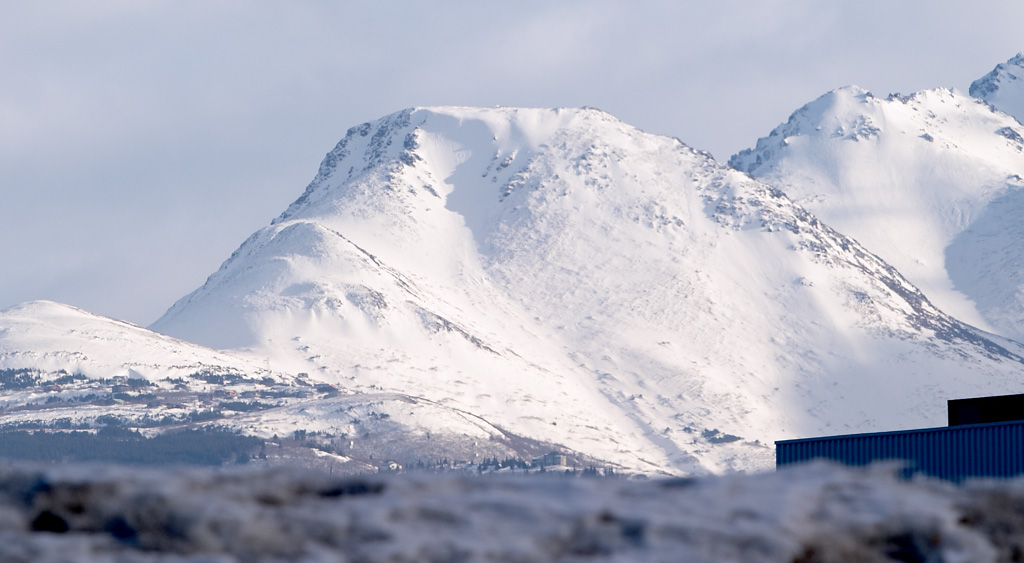
Flattop Mountain vue depuis le sud d'Anchorage.